# 조선민주주의인민공화국 응원단
조선민주주의인민공화국 응원단(朝鮮民主主義人民共和國應援團) 또는 북한 응원단은 국제 스포츠 대회에 참가하는 조선민주주의인민공화국의 선수단을 응원하기 위해 이송되는 응원단이다. 평양의 무용가와 여학생으로 구성되어 있다고 하지만, 한국에서는 이른바 기쁨조라고도 한다.
여러 색깔의 한복으로 몸치장하거나 갖가지 동작을 펼치고, "반갑습니다"라고 하는 노래를 부르거나 남북 통일을 바라는 발언을 하거나 한다. 하지만 실제로는, 조선민주주의인민공화국 선수의 타국 망명을 저지하기 위한 감시단이라는 견해도 있다.
규칙은 머리카락을 붉은 색으로 염색하는 것은 금기시되고, “미니스커트나 진주목걸이도 자본주의적이다.”라고 해서 금지되고 있어 풍기문란의 규칙으로 결혼도 금지되고 있다.
2002년, 부산에서 열린 아시아경기대회에서는 이 응원단을 보고 싶어서 방문하는 사람들도 나타났고, 그녀들의 숙소인 만경봉 92호를 기념촬영하는 부산 시민도 있었다.